# اسکار بناویدس
اسکار بناویدس (انگلیسی: Óscar R. Benavides؛ ۱۵ مارس ۱۸۷۶ – ۲ ژوئیهٔ ۱۹۴۵) یک سیاست‌مدار اهل پرو و از فوریه ۱۹۱۴ تا اوت ۱۹۱۵ و دوباره از آوریل ۱۹۳۳ تا دسامبر ۱۹۳۹ رئیس‌جمهور این کشور بود.